# Igreja de Santo Ireneu, Lyon

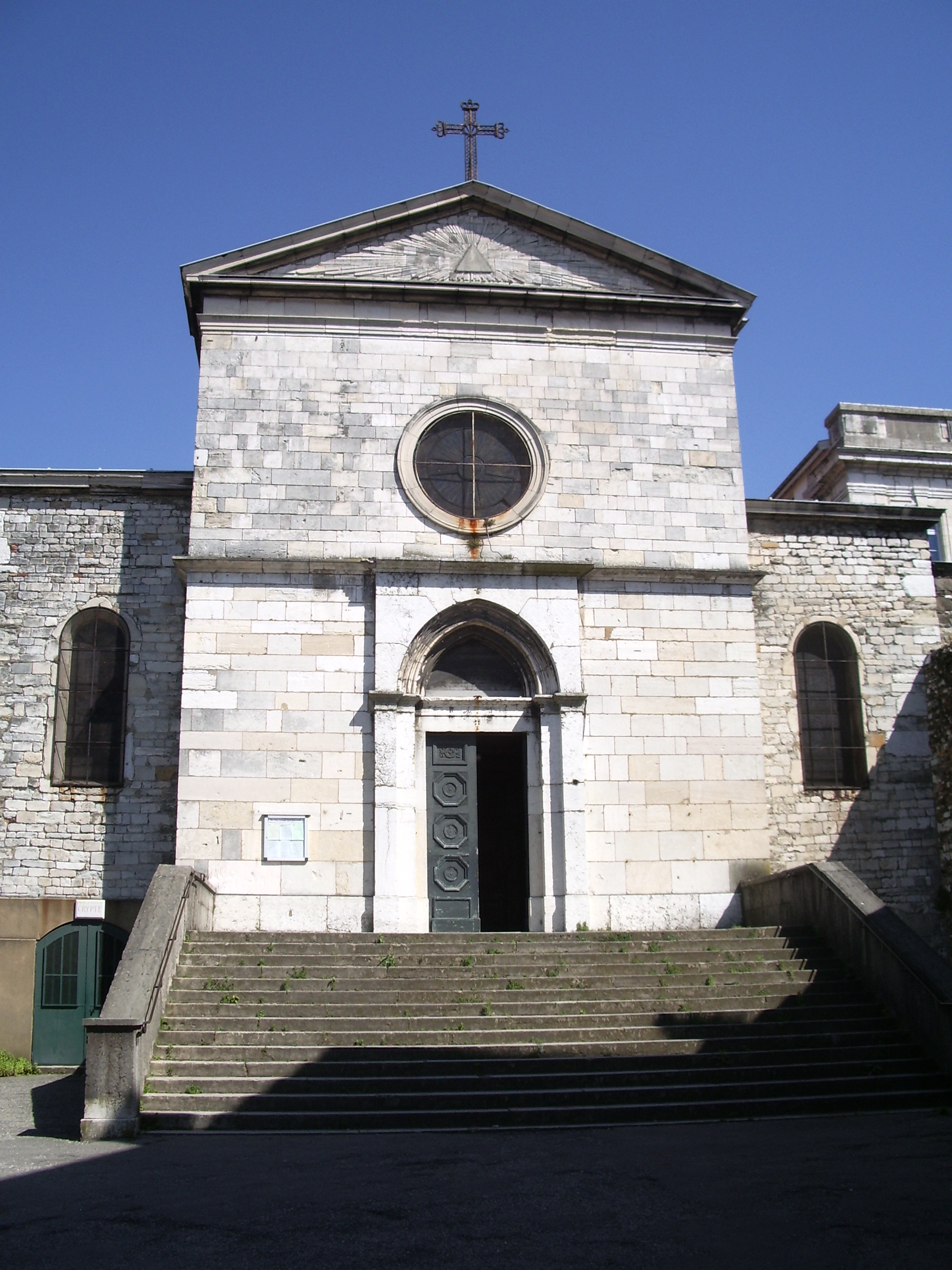
Igreja de Santo Ireneu

A Igreja de Santo Ireneu, em Lyon, localizada nas partes altas de Lyon, no bairro de Santo Irineu (5º arrondissement de Lyon), é uma das igrejas mais antigas da França. A igreja foi baptizada em honra a Irineu, primeiro bispo de Lyon e primaz da Gália.
Com efeito, a cripta da igreja data do século IX, início do período carolíngio, enquanto a própria igreja foi reconstruída, após muitas vicissitudes, no início do século XIX e concluída em 1830. Isso torna a igreja num raro monumento da Idade Média. A igreja está classificada como Monumentos históricos desde 1862.